# I Will Follow
I Will Follow is het openingsnummer van U2's debuutalbum Boy, en tevens de tweede single van het album. Het is een nummer in het genre postpunk, met als centrale thema de dood van de moeder van Bono. Het nummer werd voor het eerst in oktober 1980 uitgebracht als single in Ierland en het Verenigd Koninkrijk.

## Geschiedenis

### Opname en kenmerken
I Will Follow werd in augustus 1980 opgenomen in de Windmill Lane Studios in Dublin met Steve Lillywhite als producer.
The Edge probeerde dit nummer met zo weinig mogelijk noten te spelen. Bono verweet The Edge echter dat hij het nummer te 'lief' speelde, waarop Bono voordeed hoe 'agressief' het nummer moest worden gespeeld. Bij de opname van het nummer werd gebruikgemaakt van The Edge's Gibson Explorer gitaar.
Voordat de muziek inzet kan men Bono horen aftellen tot vier.
Iedereen die aan het album meehielp zat goed in zijn vel, waardoor er een overvloed aan ideeën ontstond. Een van die ideeën waren de opmerkelijke 'glazen' geluiden in het middenstuk van het nummer: Bono brak voor dit middenstuk flessen op de achtergrond, en Steve Lillywhite hield een mes tegen draaiende wielen van een ondersteboven geplaatste fiets.

### Belangrijkste uitgaves
In oktober 1980 werd de single I Will Follow in Ierland en het Verenigd Koninkrijk uitgebracht, nog voor de uitgave van U2's debuutalbum Boy. De single zorgde bij de mensen voor een introductie voor zowel het album Boy als U2 zelf.
Op 20 oktober 1980 werd Boy uitgebracht, met I Will Follow als openingsnummer.
In 1981 werd in Australië en Nieuw-Zeeland dezelfde singleversie als de Ierse en Engelse uitgebracht. Ook werd in datzelfde jaar een I Will Follow-single uitgebracht in de Verenigde Staten en Canada, met een andere tweede nummer dan die op de eerste singleversie. I Will Follow was de eerste single van U2 in Australië, Nieuw-Zeeland en Noord-Amerika.
De singleversie van I Will Follow, die in Nederland en Duitsland in juli 1982 werd uitgebracht, bevat een liveversie van het hoofdnummer, uitgevoerd in het Nederlandse televisieprogramma Countdown Café op 14 mei 1982 in 't Heem te Hattem. Uiteindelijk behaalde deze singleversie de 12e plaats in de Top 40 en de 22e plaats in de Nationale Hitparade, en werd daarmee de eerste hit van U2 in Nederland.
Op het livealbum Under a Blood Red Sky uit 1983 is I Will Follow terug te vinden als derde nummer. Deze liveversie verscheen in Amerika op single. Het nummer werd opgenomen op 20 augustus 1983 in West-Duitsland.
Op U2's compilatiealbum van de jaren 80, The Best of 1980-1990, is I Will Follow terug te vinden als derde nummer. Deze versie is opgenomen in augustus 1980 in de Windmill Lane Studios, Dublin.

### Verdere verloop
I Will Follow is een van de meest favoriete nummers onder de liefhebbers van U2.
Tijdens U2's eerste optreden op tv, op BBC's Old Grey Whistle Test op 28 februari 1981, werd I Will Follow live gespeeld. Ook werd I Will Follow live gespeeld tijdens U2's eerste grote optreden op de Amerikaanse televisie, in het tv-programma The Tomorrow Show.
Tijdens elke tour is het nummer vaak live gespeeld, maar tijdens de Zoo TV tour in mindere mate. Bij elkaar heeft U2 het nummer meer dan 750 keer live gespeeld. The Edge heeft tijdens elke tour zijn Gibson Explorer gebruikt voor het nummer, behalve tijdens de Lovetown tour en Popmart tour. Tijdens Lovetown liep Where the Streets Have No Name namelijk over in I Will Follow, waarbij The Edge een gele Fender Stratocaster met een Lace Sensor gitaarelement gebruikte, en tijdens Popmart liep Mofo over in I Will Follow, waarbij The Edge een Gibson Les Paul Custom gebruikte.

## Thema's
Het centrale thema van I Will Follow is de dood van de moeder van Bono.
Iris Hewson overleed op 10 september 1974 door een hersenbloeding toen Bono 14 jaar oud was (gek genoeg gebeurde dit vlak na de begrafenis van haar eigen vader). De dood van zijn moeder verwoestte hem mentaal. In eerste instantie gaat dit nummer over de liefde tussen een moeder en kind, maar dit nummer gaat vooral over het snakken naar de moeder wanneer zij van het kind weg gaat, of wordt weggenomen.
Een minder belangrijk thema in dit nummer is het claustrofobische gevoel dat men kreeg in de buitenwijken van Dublin.

## Singlehoezen
Op de eerste single uitgave uit oktober 1980, uitgegeven in Ierland en het Verenigd Koninkrijk, is een jonge Peter Rowan te zien. Hij neemt een speelse pose aan op deze zwart-witfoto.
Op de singlehoes die in 1981 in Nederland en Duitsland werd uitgegeven, is Bono te zien op een zwart-witfoto tijdens een liveoptreden. Hij heeft een witte vlag in zijn hand met daarop 'U2' geschreven. Op de achtergrond is het publiek te zien. Rechtsonder op deze foto staat journalist Marc Stakenburg die destijds presentator op Hilversum 3 was.
De singleversie die in 1983 in Amerika werd uitgegeven ter promotie van Under a Blood Red Sky bevatte geen afbeelding op de hoes.

## Tracklists single-uitgaves

### Versie 1
1. "I Will Follow" (Album Version) (3:37)
2. "Boy/Girl" (Live from London, September 22, 1980) (3:24)

Dit was de 7"-versie uitgegeven in Ierland, het Verenigd Koninkrijk, Australië en Nieuw-Zeeland.

### Versie 2
1. "I Will Follow" (Album Version) (3:37)
2. "Out of Control" (Live from Boston, March 6, 1981) (4:25)

Dit was de 7" uitgave in Amerika en Canada.

### Versie 3
1. "I Will Follow" (Live from Hattem, May 14, 1982) (3:51)
2. "Gloria" (Album Version) (4:12)

Dit was de 1982 live uitgave in Nederland en Duitsland.

### Versie 4
1. "I Will Follow" (Live from West Germany, August 20, 1983) (3:40)
2. "Two Hearts Beat as One" (Import Mix) (3:42)

Dit was de uitgave uit 1983 ter promotie van Under a Blood Red Sky in Amerika.

## Bezetting
- Bono – vocalen, flessen breken
- The Edge – gitaar
- Adam Clayton – basgitaar
- Larry Mullen jr. – drumstel

Credits albumversie:
- Steve Lillywhite – producer, mes tegen draaiend fietswiel houden
- Paul Thomas – geluidstechnicus
- John Dent – lp-mastering

## Alle uitgaven
Studioversie (3:34)
- Boy album – U2
- I Will Follow single – U2
- I Will Follow promo – U2
- Best of 1980 – 1990 Album – U2
- Best of 1980 – 1990 & B Sides Album – U2
- Best of 1980 – 1990 & B Sides Collection Promo – U2
- Best of 1980 – 1990 In Store Sampler Promo – U2
- Best of 1980 – 1990 & B Sides Promo – U2
- U2 1985 sampler promo – U2
- U2 1987 sampler promo – U2
- Special Collection 1980 – 1987 promo – U2
- U2 2 Date promo – U2
- October 1991 promo – U2
- Previous Day promo – U2
- 18 Singles compilatiealbum (VK / Japanse uitgaves) – U2

Studio Version zonder aftellen (3:35)
- Last American Virgin Soundtrack album – U2

Editversie (3:22)
- I Will Follow promo single – U2

Monoversie (3:34)
- Zie Studio Version 3:37

Live, Studio, London, 18 september 1980 (3:49)
- One and Only: 25 Years of Radio One compilatiealbum – Various

Live, Boston, 6 maart 1981 (3:48)
- Gloria single – U2
- Gloria promo single – U2

Live from Boston, 6 maart 1981 (3:58)
- Download: Live from Boston 1981 album – U2
- Uitgegeven als onderdeel van: The Complete U2 box set – U2

Live, Veronica's Countdown, Hattem, 14 mei 1982 (3:51)
- I Will Follow (Live) single – U2

Live, West Germany, 20 augustus 1983 (3:36)
- Under a Blood Red Sky album – U2
- A Dialogue With U2 promo – U2
- I Will Follow (Live) Amerika single – U2
- Revival of the Fittest single – U2
- I Will Follow (Live) promo single – U2

Live Special Remix for Radio, West Germany, 20 augustus 1983 (3:36)
- I Will Follow (Live) promo single – U2

Live from Dublin, 31 december 1989 (4:20)
- Download: Love: Live from the Point Depot album – U2
- Released as part of: The Complete U2 Box Set – U2

Live, Mexico City, 3 december 1997 (2:50)
- Hasta La Vista Baby album – U2

Live, Irving Plaza, New York, 5 december 2000 (3:51)
- Elevation single – U2
- Sunday Times U2 Exclusive promo – U2

Live, Boston, 6 juni 2001 (5:34)
- Best Buy Three Tracks Live from Boston promo – U2
- Digitiale download: Stuck in a Moment Acoustic EP – U2

Live from Brooklyn, 22 november 2004 (4:11)
- Digital Download: Live from Under the Brooklyn Bridge EP – U2

Live from Milan, juli 2005 (4:27)
- Download: 18 Singles Compilation Album Deluxe download – U2

## NPO Radio 2 Top 2000
| Nummer met noteringen in de NPO Radio 2 Top 2000 | '00 | '01 | '02 | '03 | '04 | '05 | '06 | '07 | '08 | '09 | '10 | '11 | '12 | '13 | '14 | '15 | '16 | '17 | '18 | '19 | '20 | '21 | '22 | '23 | '24 |
| ------------------------------------------------ | --- | --- | --- | --- | --- | --- | --- | --- | --- | --- | --- | --- | --- | --- | --- | --- | --- | --- | --- | --- | --- | --- | --- | --- | --- |
| I Will Follow                                    | 248 | 464 | 266 | 469 | 368 | 425 | 452 | 463 | 419 | 645 | 638 | 745 | 407 | 523 | 502 | 601 | 606 | 450 | 687 | 541 | 542 | 594 | 664 | 658 | 812 |

1. ↑  Een vetgedrukt getal geeft de hoogste notering aan.
2. ↑  2000 was het eerste jaar met een notering voor dit nummer.

## Trivia
- I Will Follow werd gebruikt op de soundtrack van de film The Last American Virgin uit 1982, wat daardoor U2's eerste soundtracknummer werd.

Bono · The Edge · Adam Clayton · Larry Mullen jr.